# Polynema baronessa
Polynema baronessa (лат.) — вид хальцидоидных наездников рода Polynema из семейства Mymaridae. Название вида в переводе с русского означает баронесса.

## Распространение
Новая Зеландия.

## Описание
Мелкие хальцидоидные наездники. Длина тела около 0,7 мм. Мезосома голотипа самки имеет длину 267 мкм, петиоль 100; брюшко 333; яйцеклад 297; скапус 115; булава 152; переднее крыло 732; длиннейшая краевая щетинка 230; заднее крыло 590 мкм. Отличается от близких видов следующими признаками: переднее крыло с длинными дискальными щетинками длиной около 60 мкм; заднее крыло с мембраной; скапус гладкий. Тело тёмно-коричневое, кроме петиоля светло-коричневое; придатки коричневые. Голова немного шире высоты, со слабой сетчатой скульптурой; лицо с неглубокими малозаметными субтолуральными бороздками. Усики со скапусом (включая короткий радикл), в 3,2 раза больше ширины. Тело в основном гладкое и блестящее. Булава усиков 1-члениковая. Крылья с длинными краевыми щетинками. Усики очень длинные, больше длины головы вместе грудью. Предположительно, как и другие виды паразитоиды насекомых. Вид был впервые описан в 2021 году российско-американским гименоптерологом Сергеем Владимировичем Тряпицыным (Entomology Research Museum, Department of Entomology, Калифорнийский университет в Риверсайде, Калифорния, США) вместе с такими видами как P. aristokratka, P. markiza, P. grafinya, P. imperatrix, P. koroleva, P. princessa, P. rangatira